# Frans Larsson
Frans Albert Larsson, född 6 augusti 1894 på Orust, Myckleby församling, Göteborgs och Bohus län, död 22 juli 1957, i Falköping, var en svensk slöjdlärare, målare och skulptör. 
Han var son till sjökaptenen O.J Larsson och Thekla Isaksson och bror till David Larsson en av (Göteborgskoloristerna). Han arbetade först som sjöman innan han bestämde sig för att bli konstnär. Larsson studerade en kortare tid vid Slöjdföreningens skola i Göteborg men var huvudsakligen autodidakt som konstnär. Han medverkade 1945 i Gummesons konsthalls vintersalong och ställde ut separat första gången 1946 på Modern konst i Göteborg och hos konstföreningen i Skara 1947 där Stellan Mörner skrev förordet i utställningskatalogen. Han medverkade därefter i ett flertal samlingsutställningar i Lidköping och Skara. Vid sidan av sitt arbete som slöjdlärare i Skara folkskola arbetade han med träsniderier och efter att han började måla sina skulpturer övergick han mer och mer till bildkonsten. Via sin bror kom han i kontakt med Göteborgskoloristerna där han tog ett starkt intryck av färg och ljusåtergivningen. Hans konst består av kustmotiv, bibliska och folkvisebetonade figurer i små oljemålningar i naiv stil med utsökt färgsättning samt snidade reliefer i trä. Han var verksam i Bohuslän. Larsson bodde också i Skara under några år omkring 1950, han bodde då på andra våningen i den tidigare turistbyrån (Blahdska huset.) Larsson är representerad med en Afrikafantasi vid Västergötlands museum i Skara.